# Colleen Lanne
Colleen Lanne (Tucson, 18 agosto 1979) è un'ex nuotatrice statunitense.

## Carriera
Ha fatto parte, anche se solo in batteria, della staffetta 4x100m stile libero che ha vinto la medaglia d'argento alle Olimpiadi di Atene 2004.

## Palmarès
- Giochi olimpici

Atene 2004: argento nella 4x100m stile libero.
- Mondiali

Fukuoka 2001: argento nella 4x100m stile libero.
- Mondiali in vasca corta

Mosca 2002: argento nella 4x100m stile libero.
- Giochi Panamericani

Santo Domingo 2003: oro nella 4x100m stile libero e nella 4x100m misti e argento nei 200m stile libero.